# بخش سه‌قلعه
بخش سه‌قلعه بخشی است در شهرستان سرایان استان خراسان جنوبی کشور ایران. این بخش در تاریخ ۲۷ اسفند ۱۳۸۳ پس از جدایی از شهرستان فردوس تأسیس شد. در آن سال بخش سه‌قلعه به مرکزیت شهر سه‌قلعه از ترکیب دهستان‌های سه‌قلعه و دوکوهه در تابعیت استان خراسان جنوبی ایجاد و تأسیس گردید.

## تقسیمات کشوری
- بخش سه‌قلعه
  - دهستان دوکوهه
  - دهستان سه‌قلعه

شهرها: سه‌قلعه

## جمعیت
بر پایه سرشماری عمومی نفوس و مسکن در سال ۱۳۹۰ جمعیت این روستا ۸٫۴۵۹ نفر (در ۲٫۳۳۱ خانوار) بوده است.